# تالاب وسج
تالاب وسج در ۱۹ کیلومتری شمال غربی نهاوند در استان همدان قرار دارد. مساحت تالاب در حدود ۱٫۵ هکتار و ارتفاع آن از سطح دریا ۱۷۰۰ متر است. شکل تالاب کاسه‌ای نامنظم است و مساحت آن نوسان قابل توجهی ندارد. به تالاب رودخانه دایمی وارد نمی‌شود و آب آن از چشمه‌های جوشان کف و اطراف، نزولات جوی و آب‌های سطحی تأمین می‌شود. عمق تالاب در عمیق‌ترین مکان حدود ۱٫۵ متر بوده و به‌طور میانگین ۱ متر است. مزه آب تالاب شیرین است. مالکیت تالاب در اختیار دولت است و حاشیه‌نشینان از آن استفاده می‌کنند. این تالاب از طریق جاده نهاوند به آورزمان قابل دسترسی است. آب و هوای منطقه در زمستان سرد و در تابستان معتدل است. تالاب فاقد درجه حفاظتی است و قوانین عادی شکار و صید در آن جاری است. در زمین‌های اطراف تالاب تیره گندمیان فراوان است.